# Яна (Ольский район)
Яна — посёлок в Магаданской области России. Входит в Ольский район и соответствующий ему муниципальный округ.

## География
Расположен  на побережье Амахтонского залива, возле устья рек Яна и Устьевой, в 109 км от районного центра Ола, в 82 км от областного центра Магадана, в 77 км от аэропорта Магадан, в 6279 км от Москвы.

## История
С 2005 до 2015 года входил в ныне упразднённое муниципальное образование сельское поселение село Тауйск.

## Население
| 2002 | 2010 | 2018 | 2020 | 2021 |
| ---- | ---- | ---- | ---- | ---- |
| 133  | ↘115 | ↘98  | ↘95  | ↘56  |

## Улицы
Посёлок включает 3 улицы:
- ул. Годяева
- ул. Морская
- ул. Речная